# 鮮馳達控股
鮮馳達控股集團有限公司，簡稱鮮馳達控股集團和鮮馳達控股（FRESH EXPRESS DELIVERY HOLDINGS GROUP CO., LTD，港交所除牌前：1175），前身福記食品服務控股有限公司，曾經是全中國最大餐飲企業集團。公司主席兼創辦人是魏東，開曼群島註冊，總部在香港灣仔港灣道25號海港中心。前核數師陳葉馮會計師事務所在2010年辭職。

## 清盤
2008年10月16日，福記食品服務向香港高等法院申請清盤。其後法院委任德勤．關黃陳方會計師行之黎嘉恩先生、楊磊明先生及何熹達先生為合本公司及其主要附屬公司之臨時清盤人。

## 重組
福記食品服務清盤之後，它們先後尋找買家，包括真功夫、譚魚頭、香港資源、中國糧油等知名企業來收購，但統統都乏人問津。而最新大股東是安徽海螺創投，2010年7月，它們開始進行大規模出售資產。
2013年7月8日福記食品服務香港交易所復牌即插水式直瀉，曾低見1.77元位，收市跌達93.573%或35.89元，收報2.48元，市值一日蒸發112.25億元，至7.71億元。

## 外部參考
- 福記食品服務的2008年年報 （页面存档备份，存于）
- 2008年9月30日中期業績報告(未經審計)